# La Laja, Chile
La Laja är en ort i Chile.   Den ligger i provinsen Provincia de Biobío och regionen Región del Biobío, i den södra delen av landet, 500 km söder om huvudstaden Santiago de Chile. La Laja ligger 60 meter över havet och antalet invånare är 16 550. Den ligger vid sjön Laguna La Señoraza.
Terrängen runt La Laja är huvudsakligen platt, men åt nordväst är den kuperad. La Laja ligger nere i en dal. Det finns inga andra samhällen i närheten.
Trakten runt La Laja består i huvudsak av gräsmarker. Runt La Laja är det ganska tätbefolkat, med 108 invånare per kvadratkilometer.